# Pseudopanurgus leucopterus
Pseudopanurgus leucopterus is een vliesvleugelig insect uit de familie Andrenidae. De wetenschappelijke naam van de soort is voor het eerst geldig gepubliceerd in 1923 door Cockerell.